# 內容傳遞網路

單一伺服器（左）與內容傳遞網路（右）

（英語：或）是指一種透過互聯網互相連接的電腦網路系統，利用最靠近每位使用者的伺服器，更快、更可靠地將音樂、圖片、影片、應用程式及其他檔案傳送給使用者，來提供高效能、可擴展性及低成本的網路內容傳遞給使用者。

## 優點
內容傳遞網路的總承載量可以比單一骨幹最大的頻寬還要大。這使得內容傳遞網路可以承載的使用者數量比起傳統單一伺服器多。也就是說，若把有100Gbps處理能力的伺服器放在只有10Gbps頻寬的資料中心，則亦只能發揮出10Gbps的承載量。但如果放到十個有10Gbps的地點，整個系統的承載量就可以到10*10Gbps。
同時，將伺服器放到不同地點，可以減少互連的流量，進而降低頻寬成本。
對於TCP傳輸而言，TCP的速度（throughput）會受到延遲時間（latency）與封包漏失率（packet loss）影響。為了改善這些負面因素，內容傳遞網路通常會指派較近、較順暢的伺服器節點將資料傳輸給使用者。雖然距離並不是絕對因素，但這麼做可以盡可能提高效能，使用者將會覺得比較順暢。這使得一些比較高頻寬的應用（傳輸高清影片）更容易推動。
內容傳遞網路另外一個好處在於有異地備援。當某個伺服器故障時，系統將會調用其他鄰近地區的伺服器服務，進而提供接近100%的可靠度。
除此之外，內容傳遞網路提供給服務提供者更多的控制權。提供服務的人可以針對客戶、地區，或是其他因子調整。

## 技術
內容傳遞網路節點會在多個地點，多個不同的網路上擺放。這些節點之間會動態的互相傳輸內容，對使用者的下載行為最佳化，並藉此減少內容供應者所需要的頻寬成本，改善使用者的下載速度，提高系統的穩定性。
內容傳遞網路所需要的節點數量隨著需求而不同，依照所需要服務的對象大小，有可能有數萬台伺服器。
服务器的運作方式一般是基于nginx的模式，通过HTTP头的Host字段等方式区分服务域名来提供HTTP服务。不过，随着2017年世界各地CDN服务商纷纷推出HTTPS加速功能，運作方式也变得略有不同，变成了nginx+SNI模式，同一个CDN节点上可以借此机制绑定多个域名而为不同域名提供HTTPS服务。同时，BGP的anycast技术也逐渐引入了CDN领域中。

## P2P CDN
因部署或租用机房带来的多方面高昂成本和管理压力，学界和业界也研究了将P2P技术融入CDN部署和管理的技术，以降低运营成本和通信时延。中国大陆的迅雷、优酷、百度、阿里巴巴等公司就在2010年代多次尝试用户端运行的P2P众包类CDN服务、专用设备，模式为用户自愿以PC或专用设备利用闲置上行带宽充当CDN缓存节点，提供服务并赚取积分，而积分可兑换现金红包、特定商品或服务。
由于P2P CDN（或简称PCDN）的泛滥，包括大量占用家用宽带在局端的上行带宽而增加运营压力，蚕食电信运营商的传统CDN业务收益份额等，在2023年至2024年左右开始，中国大陆中同时作为互联网服务供应商角色的电信运营商开始通过技术或合同规定来整顿此类行为；通过与用户提供服务的合同和相关法规中禁止无许可的互联网内容分发行为的条款，技术上检测接入用户的流量上下载比例，上行量超过一定阈值则限速甚至中断用户的互联网接入服务，如果用户发现投诉的话，则要求用户保证没使用或者移除PCDN相应接入设备来换取恢复正常使用接入服务；从而阻止接入用户过度利用家用宽带侵害电信运营商的利益。

## 著名的內容傳遞服務提供商
- 阿卡迈科技
- Amazon CloudFront
- Cloudflare
- Fastly
- Google雲端平台
- 藍汛
- Microsoft Azure
- 网宿科技
- 阿里云
- 腾讯云
- 百度云

## 外部連結
- AWS - Amazon Cloudfront （页面存档备份，存于）
- Microsoft CDN （页面存档备份，存于）（英文）
- Google CDN （页面存档备份，存于）
- CloudFlare （页面存档备份，存于）
- ChinaCache CDN （页面存档备份，存于）
- 网宿科技 CDN （页面存档备份，存于）
- Akamai CDN（页面存档备份，存于）